# Aricia suffusa
Aricia suffusa är en fjärilsart som beskrevs av Tutt 1912. Aricia suffusa ingår i släktet Aricia och familjen juvelvingar. Inga underarter finns listade i Catalogue of Life.